# Colm Wilkinson
Colm Wilkinson (Drimnagh, Dublín, 5 de junio de 1944), también conocido como C. T. Wilkinson, es un tenor irlandés, conocido por haber interpretado al primer Jean Valjean en Les Misérables (en las producciones de West End y Broadway) y por haber interpretado el papel principal en El Fantasma de la Ópera (en el Festival de Sydmonton y en la producción canadiense original).
Debido a su relación con dichos musicales, volvió a interpretar el papel de Jean Valjean durante el Concierto por el décimo aniversario de Les Misérables (en el Royal Albert Hall) y también apareció como invitado especial en las celebraciones por el 25 aniversario de Les Misérables. (en la O2 Arena) y El Fantasma de la Ópera (en el Royal Albert Hall, respectivamente.
También participó como invitado especial en la adaptación cinematográfica del musical "Los Miserables" donde dio vida al obispo de Digne.
Sus versiones tanto de "The Music of the Night" (Música en la oscuridad) del El Fantasma de la Ópera y "Bring Him Home" (Sálvalo) de Les Misérables han sido muy aclamadas por todo el mundo. Su público "insiste en que las interprete... en todos sus conciertos."
En 1976 fue la voz del "Che" en el primer álbum de EVITA.junto a Julie Civington..En 1978, representó a Irlanda en el Festival de la Canción de Eurovisión, con la canción "Born to sing" ("Nacido para cantar"), obteniendo el quinto puesto, con 86 puntos.